# Universidade de São José (Macau)
A Universidade de São José (em chinês: 聖若瑟大學; sigla: USJ) foi criada em 1996 como uma instituição de ensino superior católica, com sede em Macau. Foi fundada pela Fundação Católica de Ensino Superior Universitário de Macau, que foi instituída pela Universidade Católica de Portugal e pela Diocese de Macau. É também ligada por laços estruturais, académicos e sociais à actual Região Administrativa Especial de Macau, a Portugal e à China continental. Até 2009, a Universidade de São José chamava-se Instituto Inter-Universitário de Macau (IIUM).
Segundo o 7.º artigo do seu estatuto, "os graus académicos e diplomas profissionais atribuídos pelo IIUM são homólogos aos conferidos pela Universidade Católica Portuguesa e automaticamente reconhecidos por esta."